# 茨城県立下妻第一高等学校・附属中学校
茨城県立下妻第一高等学校・附属中学校（いばらきけんりつしもつまだいいちこうとうがっこう・ふぞくちゅうがっこう）は、 茨城県下妻市下妻乙に所在する公立高等学校・中学校。

## 概要
1897年創立。通称・略称は、「下妻一高（しもつまいちこう）」。茨城県内では「妻一（つまいち）」と略されることが多い。県立水海道一高との定期戦においては「下高（しもこう）」とも称し、生徒や教員、同窓会（為桜同窓会と称する）の会員などの間では「為桜学園（いおうがくえん）」とも呼ばれる。また、為桜体操と呼ばれる、学校独自の体操が存在する。
校歌の旋律は、旧制第一高等学校の寮歌「嗚呼玉杯に花受けて」が借用されている。

## 沿革
- 1897年4月 - 茨城県尋常中学校下妻分校として開校。
- 1899年4月 - 茨城県中学校下妻分校と改称。
- 1900年4月 - 独立し、茨城県下妻中学校と改称。水海道分校（のちに独立し水海道中学校、現在の水海道一高）設置。
- 1901年4月 - 茨城県立下妻中学校と改称。
- 1948年4月 - 茨城県立下妻高等学校と改称。全日制普通科、定時制普通科設置。
- 1948年5月 - 上山川分校（のちに結城一高に移管）を設置。
- 1949年4月 - 茨城県立下妻第一高等学校に改称。
- 2022年4月 - 附属中学校を設置。

## 主な学校施設
- 本館
- 特別教室棟
- 為桜学習館
- 第一体育館
- 第二体育館
- プール
- 柔剣道場
- 運動部部室（2棟）
- 文化部部室
- 為桜会館（同窓会館、合宿所）
- 為桜図書館（特別棟）
- 弓道場

## 学校行事
- 定期戦 - 水海道一高との運動部対抗戦。
- クラスマッチ 球技〈ドッジボール・サッカー・硬式テニス・バレーボール〉と学年別クラス対抗リレー
- ブリティッシュヒルズ（1年）
- 修学旅行（2年）
- 為桜祭（文化祭）
- 為桜オリンピック（体育祭）
- 踏破会 など

## 学校関係者と組織

### 部活動

#### 運動部
- 野球部
- バレーボール部
- バスケ部
- サッカー部
- ラグビー部
- テニス部
- 卓球部
- ソフトテニス部
- 柔道部
- 剣道部
- 弓道部
- 陸上競技部
- 水泳部
- バドミントン部
- 爲櫻應援團
- チアリーダー
- 空手道部

#### 文化部
- 英語部
- 吹奏楽部
- 弦楽部
- 地学部
- 漫画研究部
- 生物部
- 華道部
- 新聞部
- 情報科学部
- JRC部
- 囲碁将棋部
- 文芸部
- 美術部
- 写真部
- 演劇部
- 茶道部
- クッキング部
- 軽音楽部
- ダンス部
- 書道部
- 映像研究部

### 著名な出身者

#### 卒業生
- 堂場瞬一 - 作家。小説すばる新人賞受賞。
- 江戸英雄 - 三井不動産会長
- 松本筑峯 - 能書家。東洋書道芸術学会会長。現代破体書道の第一人者。
- 海老沢泰久 - 小説家。直木賞受賞。
- 市村緑郎 - 彫刻家。埼玉大学名誉教授、崇城大学教授。日展理事。日本芸術院賞受賞。
- 磯山和司 - 元プロサッカー選手。
- 斉藤学 - 福岡ソフトバンクホークス育成担当。元プロ野球選手。
- 霜田政美 - 昆虫学者。東京大学教授。日本応用動物昆虫学会賞受賞。
- 大塚博紀 - 空手家。和道流開祖。
- 薗部博之 - ゲームクリエイター、パリティビット創業者および代表取締役。ゲーム「ダービースタリオン」の開発者。
- 龍胆寺雄 - 小説家、サボテン研究家
- 宮島一代 - JFAトップレフェリーグループマネジャー。元サッカー国際副審・Jリーグ審判員・AFCエリートレフェリー。
- 鈴木明良 - 元衆議院議員
- 北沢直吉 - 元内閣官房副長官、元外務省参与
- 柴山兼四郎 - 元陸軍次官・陸軍中将
- 青木智也 - 『いばらぎじゃなくていばらき』作者。ウェブサイト茨城王運営。
- 稲葉本治 - 元下妻市長
- 菊池博 - 下妻市長
- 大久保司 - 元八千代町長
- 谷中聰 - 元八千代町長
- 福西基 - 教育者、スーパーセンテナリアン。元日本国内最高齢男性。
- 神原千恵 - アナウンサー、キャスター

#### 元生徒
- 風見章 - 衆議院議員。内閣書記官長、司法大臣。放校後、茨城県立水海道第一高等学校へ編入学。

### 同窓会
- 「為桜同窓会」と称する。
- 「為桜」とは、藤田東湖の漢詩「和文天祥正気歌」の一節「発為万朶桜<発(ひら)いては万朶(ばんだ)の桜と為る>」からとられている。
- 東京大学に進学する卒業生を対象に、独自の奨学金制度を作っている。